# 한스섬
한스섬(Hans Island, 그린란드어: Tartupaluk, 덴마크어: Hans Ø, 프랑스어: Île Hans)은 캐나다의 엘즈미어섬과 덴마크 그린란드 사이 네어스 해협(또는 케네디 해협)에 있는 면적 1.3 km2의 섬이다. 2022년 6월 14일에 캐나다와 덴마크가 섬을 절반으로 나누기 전까지는 캐나다와 덴마크가 섬 전체의 영유권을 주장했다. 지구 온난화로 인하여 여름에는 빙하가 일부 녹으면서 북서항로의 일부로 간주되고 있다.

## 역사와 영토 분쟁
한스섬을 놓고 벌어진 캐나다와 덴마크 간의 영토 분쟁은 위스키 전쟁(Whisky War)이라고도 불렸으며, 세계에서 가장 우호적인 전쟁 내지는 가장 수동 공격적인 영토 분쟁으로 평가되었다.

### 초기 역사
북부 그린란드와 캐나다에 살고 있었던 이누이트는 이 섬에 대해서 알고 있었을 수도 있으나, 19세기 중반까지 네어스 해협은 유럽인에게 알려져 있지 않았다. 노르드인이 그린란드를 영유하고 있었을 때 바이킹이 이 섬을 발견했는지에 대한 여부는 알려져 있지 않다.
1850년부터 1880년까지 한스섬 일대를 미국과 영국의 탐험대가 발견했다. 실종된 영국의 탐험가 존 프랭클린을 찾기 위한 탐험이었으며, 북극항로 및 북서항로를 찾기 위한 목적도 있었다.
1920년부터 1923년까지 덴마크에서 보낸 탐험대는 북부 그린란드의 해안선을 측량했다.
1933년에는 국제사법재판소에서 그린란드가 법적으로 덴마크에 속한다고 판결했다. 덴마크는 한스섬이 그린란드의 일부라고 주장했고, 국제사법재판소 판결에 따라서 한스섬 전체의 영유권을 주장했다.

### 1972년 국경 조약
1972년에 캐나다 측량청(Canadian Hydrographic Service)과 네어스 해협 일대에서 일하는 덴마크인이 한스섬의 지리적 좌표를 측량했다. 1973년에 캐나다와 덴마크가 해상 국경에 대해서 협상하면서 한스섬 전체의 영유권을 각각 주장했다. 이 과정에서 두 국가간의 합의에 도달하는 데 실패했다. 한스섬 북쪽과 남쪽의 해상 국경은 그린란드와 캐나다 사이의 대륙붕으로 결정되었으며, 1973년 12월 17일 UN에 제출되었고 1974년 3월 13일부터 발효되었다. 국경이 획정된 당시에는 가장 긴 협약된 대륙붕 국경이었으며 컴퓨터를 사용하여 측량한 최초의 대륙붕 경계 중 하나로도 분류된다.
The Government of the Kingdom of Denmark and the Government of Canada, having decided to establish in the area between Greenland and the Canadian Arctic Islands a dividing line beyond which neither Party exercising its rights under the Convention on the Continental Shelf of April/29/1958 will extend its sovereign rights for the purpose of exploration and exploitation of the natural resources of the continental shelf…

이 조약에서는 데이비스 해협에서 시작하여 네어스 해협이 링컨해와 만나는 롭슨 해협(Robeson Channel) 말단까지의 127개 점의 좌표가 언급되어 있다. 국경은 점과 점 사이를 잇는 경로로 설정되어 있다. 그러나 한스섬이 위치해 있는 122번(북위 80° 49′ 12″ 서경 66° 29′ 00″ / 북위 80.82000°  서경 66.48333° )과 123번(북위 80° 49′ 48″ 서경 66° 26′ 18″ / 북위 80.83000°  서경 66.43833° ) 점 사이의 1,370 m 구간에는 국경선이 설정되지 않았다.

### 저강도 분쟁
1984년에 이칼루이트에 거주 중인 역사가이자 누나트시아크 뉴스(Nunatsiaq News) 기자인 켄 하퍼(Kenn Harper)가 한스섬에 대한 기사를 발행했다. 북서부 그린란드 카나크에 있었던 지역 신문에서 기사가 인쇄되었고, 덴마크와 캐나다의 수도권 언론까지 기사가 알려졌다. 1983년 가을 캐나다 북부의 리졸루트 근처 빙산에서 있었던 일로 인하여 이 글이 주목받았다. 켄 하퍼에 의하면 "Hans Island, N.W.T."(한스섬, 북서부 준주)라고 쓰여 있었던 모자를 쓰고 있었던 사람을 보았다고 했다. 이 사람은 빙산을 연구하기 위해서 한스섬에 여름 동안 거주하고 있었던 돔 석유(Dome Petroleum) 소속 과학자였다. 해당 회사는 1980년부터 1983년까지 섬 근처에서 연구를 진행했다.
같은 시기에 캐나다와 덴마크 정부는 네어스 해협의 수상 생태계와 관련된 협약을 체결하는 중이었고, 1983년 8월 26일에 발효되었다. 이 협약에서는 캐나다와 그린란드 사이의 수상 생태계를 보호하고 오프쇼어 유정 탐사 및 선박 운행으로 인한 환경 오염에 대한 대비를 촉구했다.
한편 한스섬 근처에서의 연구에 대한 상호간 협약이 체결될 수도 있었으나 최종적으로 서명되지는 않았다. 당시 캐나다의 북방개발부 장관 존 먼로(John Munro)와 덴마크의 그린란드부 장관 톰 호이엠(Tom Høyem)은 향후 협상에 영향을 줄 수 있는 행동을 하지 않기로 동의했다. 그러나 정치인들과는 관계 없이 돔 석유에서는 한스섬 일대에서 연구를 진행하고 있었다.
1984년 덴마크 그린란드부 장관 톰 호이엠은 한스섬에 덴마크 국기를 설치했고 "덴마크의 섬에 오신 것을 환영합니다"(Velkommen til den danske ø)라는 문구를 남겼다. 또한 그는 브랜디 한 병을 묻고 왔다는 말이 있었으나 실제로는 덴마크의 전통주인 슈납스일 가능성이 크다. 덴마크 해군에서는 가멜 단스크(Gammel Dansk)였을 것이라고 보고 있었다. 캐나다인이 섬을 방문했을 때에는 캐나다 국기와 캐나다의 섬이라는 문구 및 캐네디언 클럽을 묻어 두는 것으로 대응했다.

### 새롭게 받은 주목과 2000년대 초반
CBC와 다른 캐나다 언론에서 1980년대에 분쟁을 보도하기는 했으나 실제 분쟁이 널리 알려진 것은 2004년 3월 캐나다에서 발표된 뉴스 기사를 통해서였다. 이후 전 세계의 신문사로 분쟁이 알려졌다. 2004년 3월 25일 내셔널 포스트지의 기자 에이드리언 험프리스(Adrian Humphreys)는 "눈에 발자국을 찍고 북방 주권을 행사하는 5개년 계획"(Five-year plan to 'put footprints in the snow' and assert northern sovereignty)이라는 기사를 통해서 한스섬의 영토 분쟁을 언급했고 덴마크에서 군함을 보냈음을 언급했다. 같은 해 3월 30일에 추가로 발행된 기사 "덴마크에서 극지방 분쟁으로 인하여 특사를 소환, 분쟁 해결책은 군사적 방법이 아닐 것"(Danes summon envoy over Arctic fight—the solution of the dispute is not going to be military)로 인하여 더 많은 주목을 받게 되었다. 해당 기사에서는 캐나다의 스폰서 스캔들로 인하여 해임된 주덴마크 캐나다 대사 알폰소 갈리아노(Alfonso Gagliano)를 제외한 덴마크에 있는 유일한 캐나다 외교관 브라이언 허먼(Brian Herman)이 덴마크 선원들이 한스섬을 점거함에 따라서 캐나다가 분쟁에 대응할 방안을 언급하기를 촉구했다. 2004년 3월 31일에는 덴마크와 캐나다 정부에서 캐나다 외교관이 덴마크 외교부에 소환당한 적이 없다고 발표했다.
2005년 7월 20일에 캐나다 국방부 장관 빌 그레이엄(Bill Graham)이 한스섬을 방문하면서 덴마크에서 항의가 있었다. 덴마크 외교부의 국제법부 부장이었던 페터 타크쇠옌센(Peter Taksø-Jensen)은 7월 25일 로이터와의 인터뷰에서 다음과 같이 발언했다.
 We consider Hans Island to be part of Danish territory and will therefore hand over a complaint about the Canadian minister's unannounced visit.
 — Peter Taksø-Jensen, Danish Foreign Office
우리는 이 섬이 덴마크 영토임을 주장하며 캐나다 국방부 장관의 예고 없는 방문에 대하여 항의할 것입니다.
 — 페터 타크쇠옌센, 덴마크 외교부
2007년 7월에 캐나다에서 새로운 위성 사진을 분석한 후 해상 국경선을 이루는 기본선이 섬을 관통하여 지나갈 수 있음을 파악했으나, 국경 자체를 이동하는 것은 양국간의 협약이 필요했기 때문에 국경 자체가 변경되지는 않았다.
분쟁은 상대적으로 저강도로 진행되었다. 페터 타크쇠옌센은 "덴마크군이 한스섬을 방문할 때에는 슈납스 병을 묻어 두고 온다. 캐나다군이 한스섬을 방문할 때에는 캐네디언 클럽 병을 묻어 두고 '캐나다에 오신 것을 환영합니다'라는 표지판을 설치하고 온다."고 언급했다.
2012년에는 캐나다와 덴마크의 협상이 시작되었고, 섬을 공동통치령으로 지정하거나 반으로 분할할 것을 주장했다. 2018년 5월 23일에 캐나다와 덴마크는 캐나다와 그린란드간 국경을 확정하는 태스크포스를 설치하기로 합의했고, 이에 따라서 한스섬의 영유권이 결정될 예정이었다.

### 구글 전투
구글 전투(Google fight, Google war)는 2005년에 덴마크와 캐나다가 한스섬의 영유권을 주장하기 위해 집행한 구글 광고를 가리킨다. 2005년 7월에 한 캐나다 작가는 구글에서 한스섬이 덴마크령이라는 광고를 보았으며, 해당 광고는 덴마크 외교부에서 캐나다 국방부 장관이 한스섬을 방문한 후 보낸 외교적 항의문의 사본으로 링크되었다. 주캐나다 덴마크 대사는 덴마크 정부가 광고 집행에 관여하지 않았으며, 해당 광고는 개인의 독단적인 행동이라고 발표했다. 이 광고에 대응하기 위하여 해당 캐나다 작가는 한스섬이 캐나다령이라는 광고를 집행했으며, 해당 광고는 회전하는 캐나다 국기와 국가가 연주되는 페이지로 연결되었다. 실제 분쟁과 비슷하게 "구글 전투"는 무해한 형태로 진행되었으며, 캐나다 외교부에서는 덴마크를 향한 선의의 제스처로 캐나다에서 데이니시 패스트리가 계속 팔릴 수 있다고 했다.

### 분쟁의 해결
약 17년 간의 협상 끝에 2022년 6월 11일 덴마크, 그린란드, 캐나다, 누나부트 정부에서 한스섬을 분할하기로 동의했다. 2022년 6월 14일에 캐나다 외교부 장관 멜라니 졸리(Mélanie Joly), 덴마크 외교부 장관 예페 코포(Jeppe Kofod), 그린란드 총리 무테 보우루프 에게데(Múte Bourup Egede)는 한스섬을 자연 단층을 따라서 섬의 중심부를 지나는 형태로 양분하는 합의안에 서명했다. 캐나다 의회, 덴마크 의회, 그린란드 의회, 누나부트 의회에서 모두 동의해야 합의안의 효력이 발휘된다. 조약 체결에 따라서 캐나다와 덴마크 왕국은 그린란드를 통해서 1,280 m에 달하는 육상 국경선을 마주하게 된다. 과거 캐나다와 덴마크는 각각 미국과 독일과만 육상 국경을 맞대고 있었으나, 두 나라 모두 두 번째 육상 국경이 생겼다. 이는 세계에서 세 번째로 짧은 육상 국경, 가장 북쪽에 있는 육상 국경이기도 하다.
이 합의안은 2022년 러시아의 우크라이나 침공 이후에 체결된 평화적인 국경 조약의 예시로 언급되었다.

## 같이 보기
- 국경으로 나뉜 섬 목록

## 참고 자료
- United Nations: Delimitation Treaties. Agreement between the Government of the Kingdom of Denmark and the Government of Canada relating to the Delimitation of the Continental Shelf between Greenland and Canada, 17 December 1973,
- United States Department of State: Bureau of Intelligence and Research Limits in the Seas No. 72 Continental shelf Boundary: Canada – Greenland, Issued by the Geographer, 4 August 1976.
- Agreement between the Government of Canada and the Kingdom of Denmark for Cooperation relating to the Marine Environment, 26 August 1983.
- Narrative of the North Polar expedition : U.S Ship Polaris, Captain Charles Francis Hall commanding, edited under the direction of G. M. Robeson by C. H. Davis. Washington, G. P. O., 1876.